# 1385
1385 је била проста година.

## Догађаји

### Август
- 14. август — Победом у бици код Алжубароте, португалске снаге осујетиле су инвазију краља Кастиље Хуана I, чиме је осигурана независност Португала.
- Унија из Крева

### Септембар
- 28. септембар — Битка на Саурском пољу